# Terminal Hoboken
La Terminal Hoboken es una terminal principal localizada en Hoboken, Nueva Jersey, en el Condado de Hudson, operado por New Jersey Transit. La terminal conecta entre sí las líneas principales del NJT (New Jersey Transit rail operations), así como con varias líneas de autobuses, y también con el Ferrocarril Ligero Hudson-Bergen, con la Autoridad Portuaria Trans-Hudson, y con el servicio BillyBey Ferry Company hacia Manhattan.

## Servicios
Hoboken es servida por la mayoría de las líneas del Sistema de Tránsito de Nueva Jersey, incluyendo los trenes ligeros.

### New Jersey Transit commuter rail
- Línea principal
- Línea del Condado Bergen
- Línea Pascack
- Línea Morristown y el Ramal Gladstone de las Líneas Morris y Essex
- Línea Montclair-Boonton
- Línea North Jersey Coast (servicio limitado)

### Autobuses del New Jersey Transit
Las rutas de autobuses del New Jersey Transit desde las terminales son las rutas 22, 64, 68, 85, 87, 89 y 
126.

### Autoridad Portuaria Trans-Hudson
Los trenes del PATH sirven a una estación de tres vías localizada bajo la terminal principal. El acceso a las vías del PATH está desde el lado norte del pasillo o adyacente a la calle. El servicio es proveído las 24 horas del día, a lo largo de las siguientes rutas: 
- Hoboken-Calle 33
- Hoboken-World Trade Center
- Journal Square-Calle 33 (vía Hoboken) (servicio en la madrugada)

### Hudson-Bergen Light Rail
La Terminal Hoboken es la terminal de dos de tres servicios Hudson-Bergen Light Rail.  La Terminal Hoboken-Avenida Tonnelle sirve a North Bergen y al servicio la Calle 22-Terminal Hoboken hacia Bayonne (incluyendo al servicio Bayonne Flyer) ambos operan desde las vías en el lado sur del área de la terminal.  El servicio de la Avenida West Side-Avenida Tonnelle  pasa alrededor de la terminal Hoboken, por lo que los pasajeros del servicio West Side Branch se transfieran a las estaciones entre Pavonia-Newport y Liberty State Park.

### BillyBey Ferry Company
Los pasajeros pueden conectarse a los ferris de BillyBey con dirección hacia el World Financial Center en Battery Park City o el ferry de la Calle Wall en el Distrito Financiero los días de semana.

## Galería

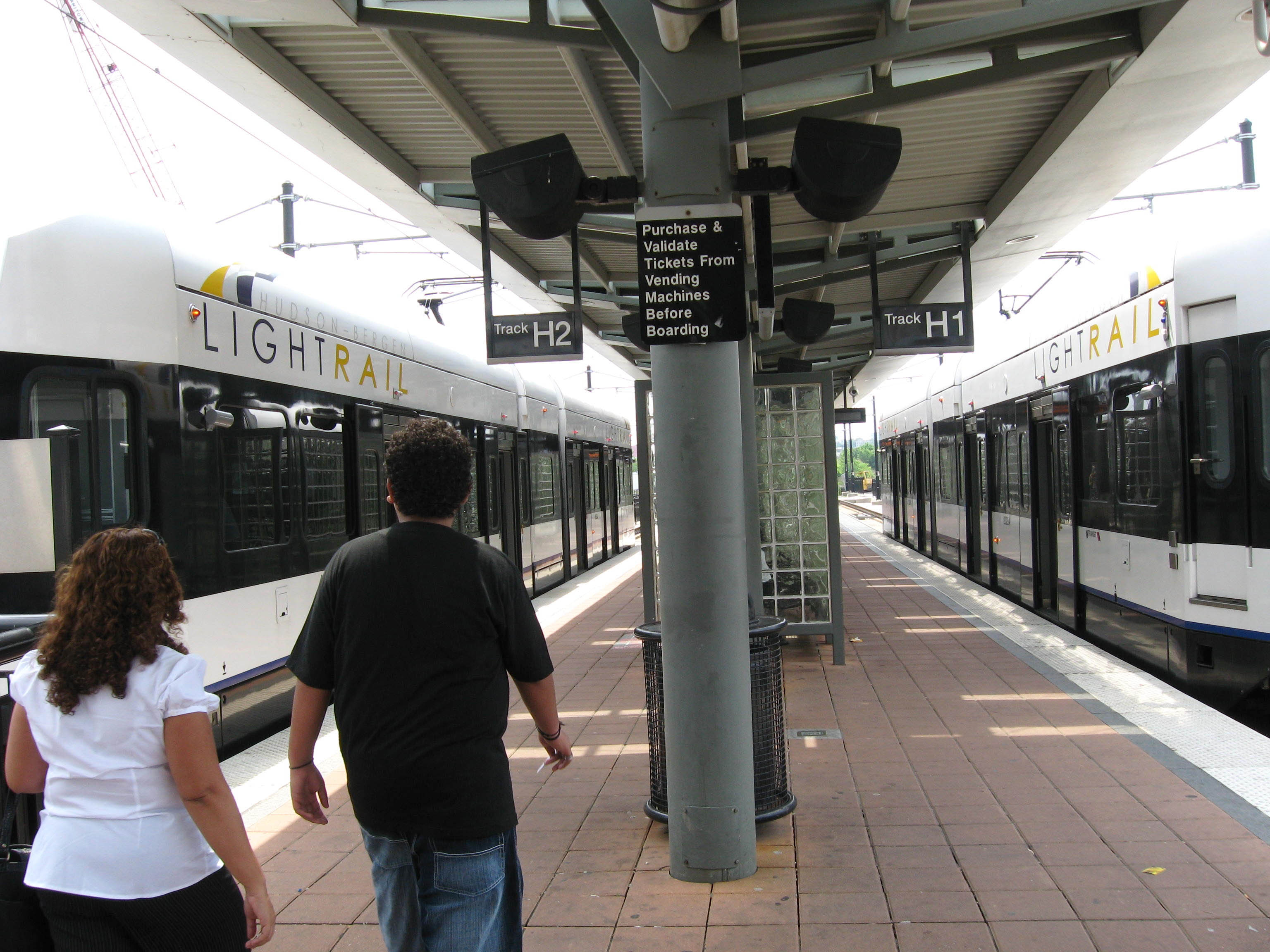
Terminal del tren ligero
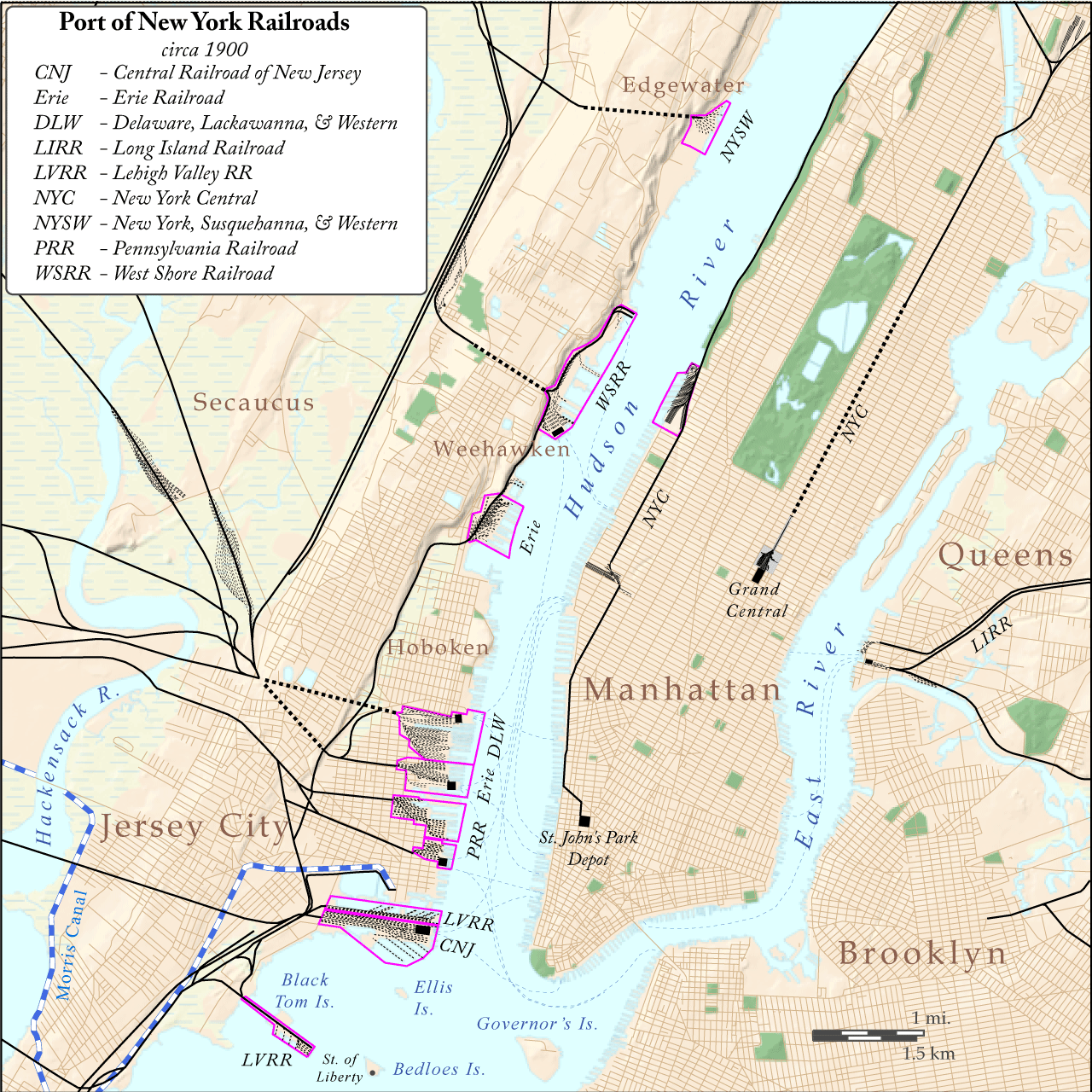
Mapa de la terminal

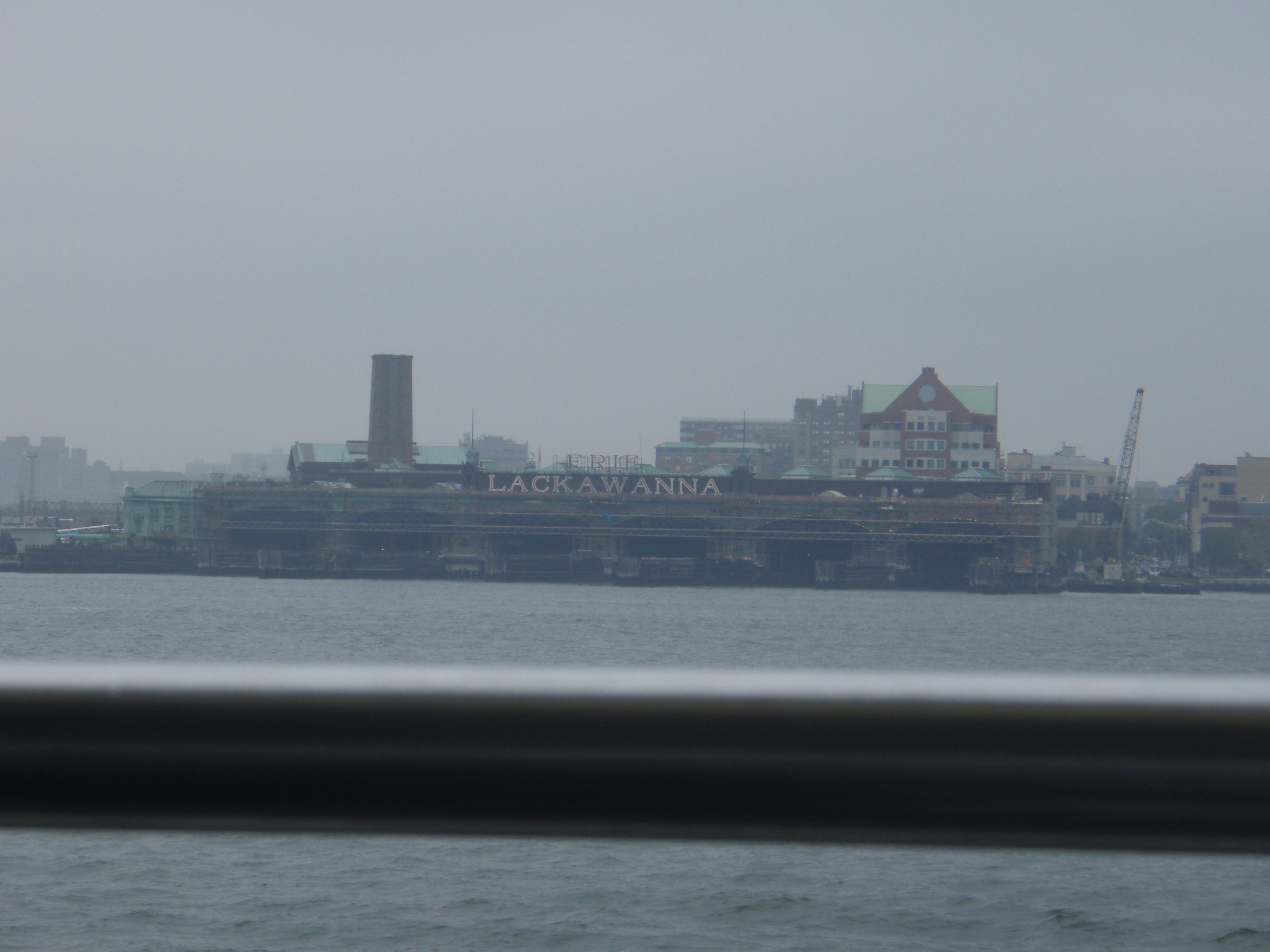
Terminal Hoboken vista desde la Línea Circle y un bote en el Rio Hudson
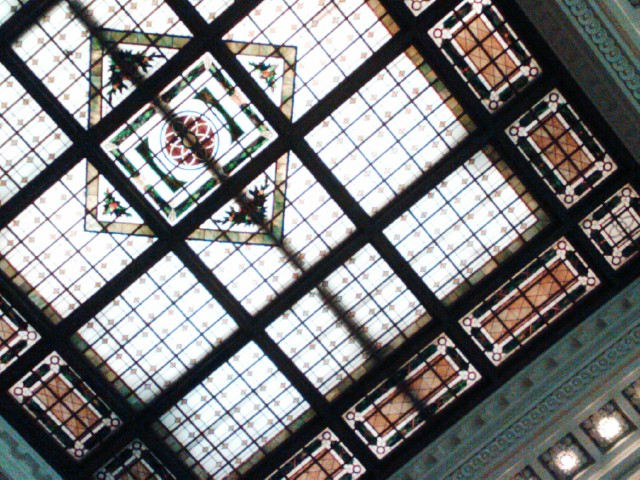
Bello cielo razo en la terminal Hoboken